# Žovti Vody
Žovti Vody (ukrajinsky Жовті Води, rusky Жёлтые Воды) je město v Dněpropetrovské oblasti na Ukrajině. Leží na řece Žotvě, přítoku Inhulce, ve vzdálenosti 61 kilometrů jihovýchodně od Oleksandrije, 71 kilometrů severně od města Kryvyj Rih a 136 kilometrů západně od Dnipra, hlavního města oblasti. Po administrativně-teritoriální reformě v červenci 2020 patří do nově vzniklého Kamjanského rajónu, do té doby náleželo jako město oblastního významu přímo pod oblast. Žije v něm přibližně 42 tisíc obyvatel. Město je zamořeno radonem z intenzivní těžby uranu.